# Ljubljana-Domzale-Ljubljana TT 2017
La 4e édition du Ljubljana-Domzale-Ljubljana TT a eu lieu le 9 juin 2017. La course fait partie du calendrier international féminin UCI 2017 en catégorie 1.2. L'épreuve est remportée par la Belge Ann-Sophie Duyck.

## Classements

### Classement final
| \| Classement général \| Classement général \| Classement général \| Classement général \| Classement général \| \| Coureuse \| Coureuse \| Pays \| Équipe \| Temps \| \| ------------------ \| ------------------- \| ------------------ \| ------------------- \| ------------------ \| \| 1re \| Ann-Sophie Duyck \| Belgique \| Drops \| 27 min 10 s \| \| 2e \| Eugenia Bujak \| Pologne \| BTC City Ljubljana \| + 5 s \| \| 3e \| Elinor Barker \| Royaume-Uni \| Breeze \| + 6 s \| \| 4e \| Hayley Simmonds \| Royaume-Uni \| Team WNT \| + 7 s \| \| 5e \| Anna Potokina \| Russie \| Servetto Giusta \| + 1 min 09 s \| \| 6e \| Anastasia Iakovenko \| Russie \| \| + 1 min 11 s \| \| 7e \| Kseniya Dobrynina \| Russie \| Servetto Giusta \| + 1 min 12 s \| \| 8e \| Olena Pavlukhina \| Azerbaijan \| Astana Women's Team \| + 1 min 24 s \| \| 9e \| Vittoria Bussi \| Italie \| \| + 1 min 25 s \| \| 10e \| Hanna Nilsson \| Suède \| BTC City Ljubljana \| + 1 min 33 s \| |                     |             |                     |              |
| |                     |             |                     |              |
| Sources : ProCyclingStats Cycling Quotient |                     |             |                     |              |
| Classement général |                     |             |                     |              |
| Coureuse | Coureuse            | Pays        | Équipe              | Temps        |
| 1re | Ann-Sophie Duyck    | Belgique    | Drops               | 27 min 10 s  |
| 2e | Eugenia Bujak       | Pologne     | BTC City Ljubljana  | + 5 s        |
| 3e | Elinor Barker       | Royaume-Uni | Breeze              | + 6 s        |
| 4e | Hayley Simmonds     | Royaume-Uni | Team WNT            | + 7 s        |
| 5e | Anna Potokina       | Russie      | Servetto Giusta     | + 1 min 09 s |
| 6e | Anastasia Iakovenko | Russie      |                     | + 1 min 11 s |
| 7e | Kseniya Dobrynina   | Russie      | Servetto Giusta     | + 1 min 12 s |
| 8e | Olena Pavlukhina    | Azerbaijan  | Astana Women's Team | + 1 min 24 s |
| 9e | Vittoria Bussi      | Italie      |                     | + 1 min 25 s |
| 10e | Hanna Nilsson       | Suède       | BTC City Ljubljana  | + 1 min 33 s |

### Points UCI
| Position,          | 1er | 2e | 3e | 4e | 5e | 6e | 7e | 8e | 9e | 10e |
| Classement général | 40  | 30 | 16 | 12 | 10 | 8  | 6  | 3  | 2  | 1   |